# 卡尔德尼亚迪霍
卡尔德尼亚迪霍，是西班牙卡斯蒂利亚-莱昂布尔戈斯省的一个市镇。总面积9平方公里，总人口601人（2001年），人口密度67人/平方公里。